# 陳文山 (演員)
陳文山（1967年12月20日—），出生於台灣台南市，台灣男演員、擅主持、戲劇、表演。曾為台視第一期演員訓練班簽約藝人，代表作品為台視《濟公》中的「廣亮」師父，也因演活劇中監寺師父受到廣大觀眾的喜愛。2007年出演《神機妙算劉伯溫》中的高彬師父，其詼諧又智慧的形象深植民心，劇中經典台詞「佛祖為你加持」也成為當時的流行語。昔曾改名陳天崴。

## 外部連結
- "無限網樂"~~陳文山粉絲團的Facebook專頁